# Geisei (Kōchi)
Geisei (芸西村 Geisei-mura?) es una villa localizada en la prefectura de Kōchi, Japón. En junio de 2019 tenía una población estimada de 3.714 habitantes y una densidad de población de 93,8 personas por km². Su área total es de 39,60 km².

## Geografía

### Localidades circundantes
- Prefectura de Kōchi
  - Aki
  - Kōnan

## Demografía
Según los datos del censo japonés, esta es la población de Geisei en los últimos años.
| 1995  | 2000  | 2005  | 2010  | 2015  |
| ----- | ----- | ----- | ----- | ----- |
| 4.383 | 4.366 | 4.208 | 4.048 | 3.858 |